# 山野浅間神社
山野浅間神社（やまのせんげんじんじゃ）は、千葉県船橋市にある神社。

## 概要
全国にある浅間神社の一社。標高約22mの位置に存在し、昭和時代初期までは境内から富士山を眺めることができた。かつて下総国葛飾郡山野村（現:千葉県船橋市西船）の村人が富士山本宮浅間大社を氏神として勧請し祀ったことを以って創建としており、社宝である「懸仏」の年代検証等により、鎌倉時代後期から室町時代前期には存在していたものと推定されている。境内にはかつて御手洗池があり、地域住民からは「次郎太郎の池」と呼ばれて信仰を集め、独自の子育て伝承が残っていた。

## 祭事
- 例祭（7月1日、前夜祭6月30日）

富士山の山開きに合わせて、前夜祭と合わせ2日間に渡って行われる。参道の両脇に模擬店が連なる他、拝殿傍の舞台では芸人や歌手によるステージやカラオケ大会、大抽選会が行われる。かつては開催を知らせる花火の打ち上げが行われていたが、消防法の関係で2019年の開催をもって廃止された。

## 交通
鉄道
- JR中央・総武線各駅停車・ 武蔵野線・ 京葉線、 東京メトロ東西線、 東葉高速鉄道東葉高速線 西船橋駅から徒歩15分（程度）

路線バス
- 京成バス千葉セントラル
  - 西船11/西船12 市内線（船橋駅〜船橋市役所/市役所入口〜西船橋駅）「浅間神社」停留所